# Mixonychus neoacaciae
Mixonychus neoacaciae är en spindeldjursart som beskrevs av Frank Jason Smiley och Baker 1995. Mixonychus neoacaciae ingår i släktet Mixonychus och familjen Tetranychidae. Inga underarter finns listade i Catalogue of Life.